# Teatro Argentino (Buenos Aires)
El Teatro Argentino fue un teatro de Buenos Aires inaugurado en 1892 bajo el nombre de Teatro Piedad. En 1898 tuvo su primera reforma pasándose a llamar Teatro Argentino. El 2 de mayo de 1973 fue incendiado por un grupo de fanáticos religiosos para impedir el estreno del musical Jesus Christ Superstar. En esa parcela hoy funciona una plaza de estacionamiento.